# Světlík (okres Český Krumlov)
Obec Světlík (německy Kirchschlag) se nachází v okrese Český Krumlov v Jihočeském kraji. Žije zde 238 obyvatel. 

## Historie
První písemná zmínka o obci pochází z roku 1258, kdy Vok z Rožmberka daroval patronátní právo ke zdejšímu kostelu premonstrátské kanonii ve Schläglu (Drkolné). V roce 1300 patřil Světlík Oldřichovi z Vyšného. V roce 1423 byl Světlík vyloupen a vypálen husity. V letech 1624 až 1850 patřil ke krumlovskému panství. V roce 1938 žilo v celé obci Světlík 1 206 obyvatel. V letech 1938 až 1945 bylo území obce v důsledku uzavření Mnichovské dohody přičleněno k nacistickému Německu.

### Vývoj názvu obce[4]
- 1258 – Chirchslag
- 1307 – Liechtenwerdt
- 1367 – Swietlik
- 1423 – Světlík
- 1598 – Kirchschlag

## Pamětihodnosti
- Kostel svatého Jakuba Většího – Původně kolem poloviny 13. století, poškozen roku 1423, rozšířen 1663, úplně zromanizován v letech 1872 až 1874. V letech 1991–1998 byla provedena úplná rekonstrukce. Dne 25. července 1999 byly vysvěceny dva nové bronzové zvony o hmotnostech 200 a 400 kg ze zvonařství Rudolfa Pernera v Pasově.
- Zaniklý poutní kostelík Spasitele a Bolestné Panny Marie v lese Trojas (též Trojaň, Trojany), postavený v letech 1842–1845 manžely Adalbertem a Marií Scheuflerovými na místě starší kapličky. Zbořen okolo roku 1965, na jeho místě dnes litinový křížek.
- Zbytky tvrze čp. 27 – zprávy od 80. let 13. století, 1624 prodána tvrz i dvůr s pivovarem a ves obci Krumlovské. Zachovány jsou zbytky stavby z 15. století, třípatrová věž a síň s arkýřem ve dvoře.
- Kaple svatého Jana Nepomuckého
- Boží muka
- Kašna na návsi
- Fara

## Členění obce
Světlík se nečlení na části, má ale čtyři katastrální území:
- Dvořetín
- Pasovary
- Světlík
- Velké Strážné